# Кирзюн
Кирзюн — небольшая река (в современных источниках — ручей) в Кармаскалинском районе Республики Башкортостан.
Реку пересекает железная дорога «Уфа-Инзер-Белорецк» возле станции Карламан, автодорога 80К-031 Булгаково — Белорецк. Есть автомобильный мост.
Кирзюн служит естественной границей сельсоветов, а также кадастровых участков.
Сахаевский сельсовет и Карламанский сельсовет: «От поворотной точки 8 по середине водотока против течения ручья Кирзюн в южном направлении протяжённостью 0,36 км через автодорогу Улукулево — Сахаево, Куйбышевскую железную дорогу до поворотной точки 9, расположенной в 0,27 км к западу от населённого пункта Сахаево.
От поворотной точки 9 по середине водотока против течения ручья Кирзюн в юго-западном направлении протяжённостью 0,26 км до поворотной точки 10, расположенной в 0,44 км к юго-западу от населённого пункта Сахаево.»
На р. Кирзюн находится, начиная с истока: д. Шарипкулово, село Улукулево, деревня Сахаево. Ближайшие деревни: Ивановка, Калгановка, Новотроицк, 452413 Охлебинино, 453079 Село Курорта.

## Гидрография
Река Кирзюн относится к бассейну реки Белая (Агидель).
Самый крупный приток — Тукмайлык.

## Карты
- Лист карты N-40-53 Прибельский. Масштаб: 1 : 100 000. Состояние местности на 1982 год. Издание 1984 г.